# Insigne des troupes aéroportées
L'insigne des troupes aéroportées, (en allemand, Fallschirmschuetzen-abzeichen des Heeres), est une décoration militaire allemande du Troisième Reich. Elle fut créée le 1er septembre 1937 par le Generaloberst Werner von Fritsch pour récompenser les parachutistes du Heer à l’issue de leur entrainement conjointement à la remise de leurs licences.

## Historique
Désirant acquérir la capacité aéroportée, la Heer forme sa propre compagnie d’infanterie parachutiste le 1er avril 1937. Afin de distinguer ces troupes, le général Werner von Fritsch introduit le 1er septembre 1937 un badge, qui est remis à tous les hommes ayant complété l’entraînement et aptes au saut.
Le 1er janvier 1939, l’unité est absorbée par la Luftwaffe, qui prend le contrôle de toutes les troupes parachutistes. Le badge n’est alors plus remis, étant remplacé par l’insigne des parachutistes, mais ceux l’ayant déjà reçu conservent le droit de le porter. Il est réactivé en 1943 pour distinguer un petit groupe d’hommes de la division Brandenburg ayant suivi l’entraînement parachutiste.
L'insigne disparaît avec le régime nazi en Allemagne en 1945.

## Description
Il est composé d'une couronne ovale de feuille de chêne, surmontées d'un aigle, ailes repliées et tenant entre ses serres un swastika de petite taille dépassant légèrement de la couronne. L'attache se trouvant en bas de la couronne à l'aspect d'un ruban.
Le motif au centre représente un aigle allant de la gauche vers la droite, ailes repliées en position de plongeon, tête tendue vers l'avant. Ce dernier dépasse de la couronne.
Il existait aussi une version tissée de cet insigne, des diplômes d'obtention furent délivrés conjointement à l'insigne. Certains insignes et diplômes furent numérotés (dans le cas de fabrication luxueuse).
L'insigne devait être porté sur la poche gauche de la veste (ou de la chemise) sous la croix de fer, si celle-ci est présente.

## Attribution
L’obtention de l’insigne nécessite d’avoir terminé la formation initiale à l’école de parachutisme de Stendal. Celle-ci impose de réaliser six sauts à des hauteurs comprises entre 120 m et 250 m, individuellement, en groupe et de nuit. L’obtention de l’insigne n’est pas définitive et pour pouvoir continuer à le porter, le récipiendaire doit effectuer un minimum de six sauts par an.